# Cypraeovula mikeharti
Cypraeovula mikeharti is een slakkensoort uit de familie van de Cypraeidae. De wetenschappelijke naam van de soort is voor het eerst geldig gepubliceerd in 1985 door Lorenz.